# Challenger de Santa Fe 2024
El torneo Challenger de Santa Fe 2024, denominado por razones de patrocinio AAT Challenger Santander Edicion Santa Fe fue un torneo de tenis perteneció al ATP Challenger Tour 2024 en la categoría Challenger 50. Se trató de la 3.ª edición, el torneo tuvo lugar en la ciudad de Santa Fe (Argentina), desde el 3 hasta el 9 de junio de 2024 sobre pista de tierra batida al aire libre.

## Jugadores participantes del cuadro de individuales
| Preclasificado | País                 | Jugador                    | Rank1 | Posición en el torneo |
| 1              | Bandera de Bolivia   | Hugo Dellien               | 168   | Segunda ronda, retiro |
| 2              | Bandera de Bolivia   | Murkel Dellien             | 222   | Primera ronda         |
| 3              | Bandera de Argentina | Santiago Rodríguez Taverna | 245   | Primera ronda         |
| 4              | Bandera de Líbano    | Hady Habib                 | 259   | Primera ronda         |
| 5              | Bandera de Perú      | Gonzalo Bueno              | 276   | Segunda ronda         |
| 6              | Bandera de Ecuador   | Álvaro Guillén Meza        | 279   | Primera ronda         |
| 7              | Bandera de Argentina | Andrea Collarini           | 292   | CAMPEÓN               |
| 8              | Bandera de Brasil    | Pedro Sakamoto             | 302   | Primera ronda         |

- 1 Se ha tomado en cuenta el ranking del 27 de mayo de 2024.

### Otros participantes
Los siguientes jugadores recibieron una invitación (wild card), por lo tanto ingresan directamente al cuadro principal (WC):
- Juan Estévez
- Alejo Lorenzo Lingua
- Ezequiel Monferrer

Los siguientes jugadores ingresan al cuadro principal tras disputar el cuadro clasificatorio (Q):
- Leonardo Aboian
- Dali Blanch
- Tomás Farjat
- Emilio Gómez
- Trey Hilderbrand
- Aleksandr Lobanov

## Campeones

### Individual Masculino
- Andrea Collarini derrotó en la final a  Facundo Mena por 6–2, 6–3

### Dobles Masculino
- Hady Habib /  Trey Hilderbrand derrotaron en la final a  Ignacio Carou /  Facundo Mena por 6–7(5), 6–2, [10–4]